# Gustave Kahn

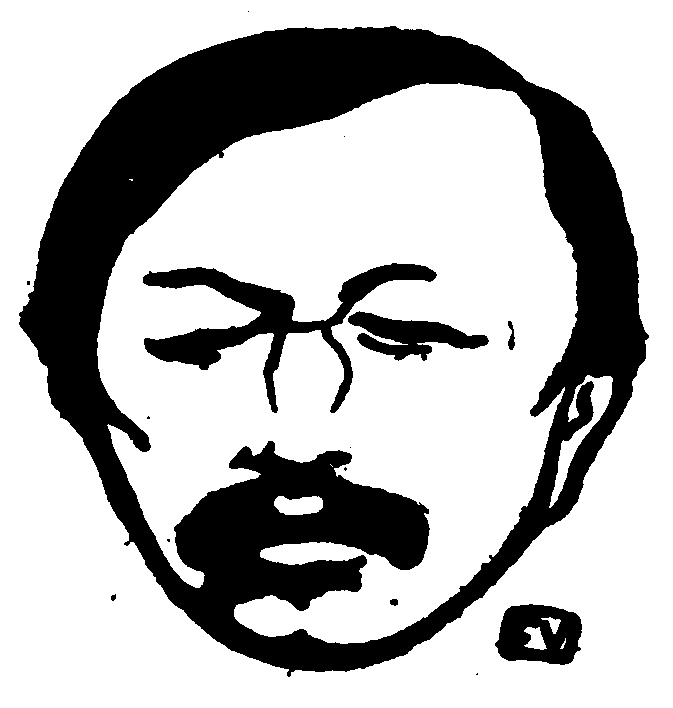
Félix Vallotton: Porträt Gustave Kahns in dem Buch Le Livre des masques (Bd. 2, 1898) von Rémy de Gourmont

Gustave Kahn (geboren 21. Dezember 1859 in Metz; gestorben 6. September 1936 in Paris) war ein französischer Schriftsteller. 1887 veröffentlichte er den Gedichtband Les Palais Nomades. Zusammen mit Jules Laforgue war er ein früher Vertreter der Dichtung in freien Versen (vers libre). Neben Gedichten schrieb er Romane wie Le Roi fou, Le Cirque solaire, L'Adultère sentimental und La Childebert, Erzählungen und das Theaterstück La Farce Polichinelle.
Kahn war in den 1920er Jahren Chefredakteur der zionistischen Zeitschrift Menorah.

## Werke (Auswahl)
- Das Weib in der Karikatur Frankreichs. Stuttgart 1907
- Europas Fürsten im Sittenspiegel der Karikatur. Berlin 1908 (Digitalisat)
- Félicien Rops. Berlin : Marquardt 1912
- Louis Legrand. Berlin 1913